# Primera pandemia de peste

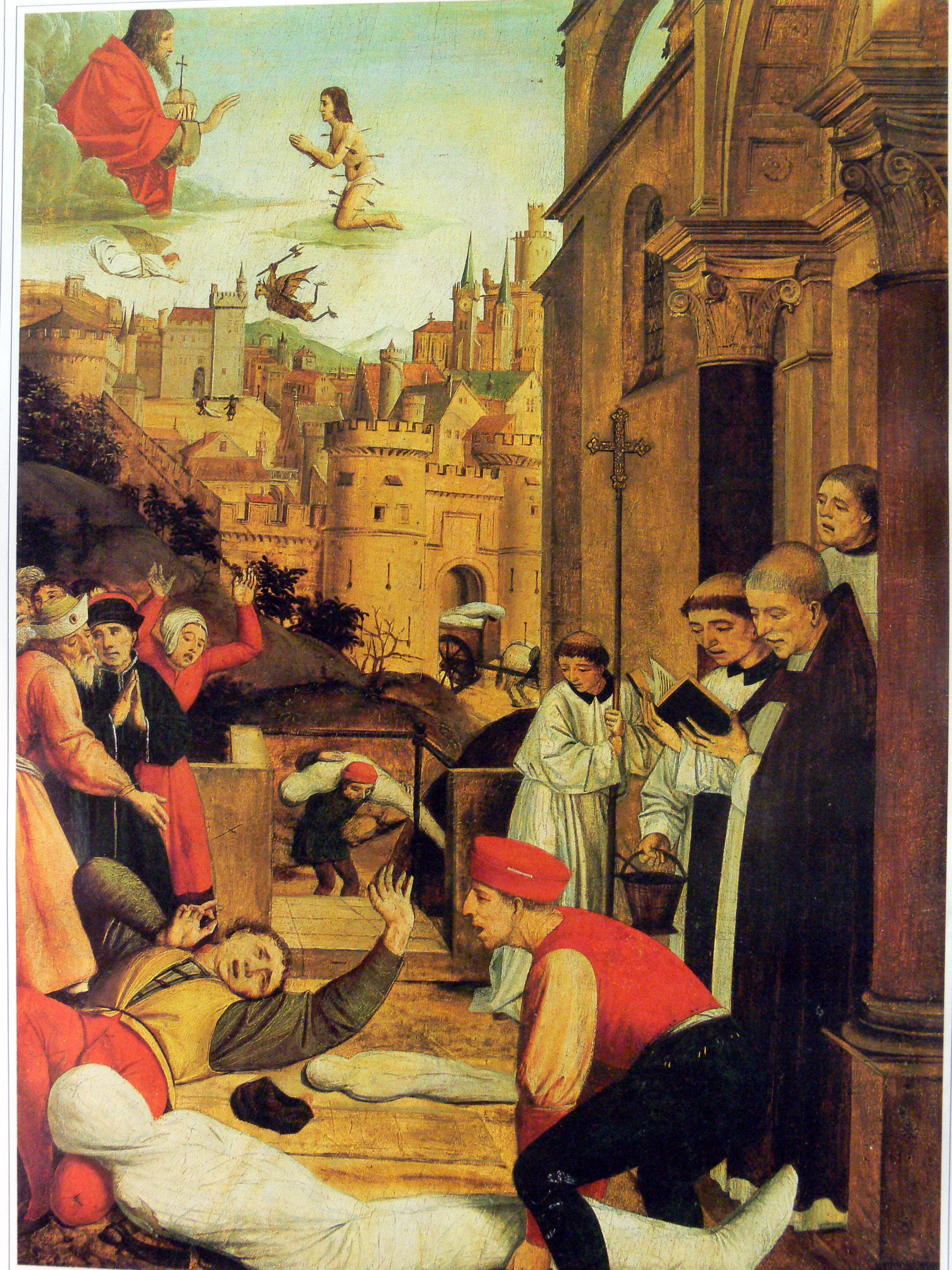
San Sebastián suplica por la vida de un sepulturero afectado por la peste durante la plaga de Pavía del, por el pintor neerlandés Josse Lieferinxe en torno al año 1498.

La primera pandemia de peste fue la primera pandemia de peste del Viejo Mundo registrada históricamente, la enfermedad contagiosa causada por la bacteria Yersinia pestis. También llamada la pandemia medieval temprana, comenzó con la Plaga de Justiniano en el año 541 y continuó hasta 750 o 767. Se han identificado al menos entre quince y dieciocho grandes oleadas de peste posteriores a la peste justiniense a partir de registros históricos. La pandemia afectó la cuenca mediterránea con mayor gravedad y frecuencia, pero también infectó Oriente Próximo y el norte de Europa, y potencialmente también Asia Oriental. El nombre del emperador romano Justiniano I se aplica a veces a toda la serie de epidemias de peste de la Antigüedad tardía.
La pandemia se conoce mejor por sus primeros y últimos brotes: la peste de Justiniano de 541-549, descrita por el historiador romano contemporáneo Procopio, y la peste de Nápoles de finales del siglo VIII, descrita por el historiador napolitano Juan el Diácono en el siglo siguiente (diferente de la mucho más tardía peste de Nápoles de 1656). Otros relatos de contemporáneos de la pandemia se incluyen en los textos de Evagrio Escolástico, Juan de Éfeso, Gregorio de Tours, Pablo el Diácono y Teófanes el Confesor; la mayoría parece haber creído que la peste era un castigo divino por las fechorías humanas.